# Inside Deep Throat
Inside Deep Throat ist ein Dokumentarfilm über das Entstehen und die Wirkungsgeschichte des Pornofilms Deep Throat und über die gesellschaftlichen Folgen, die der Film in den USA auslöste. Er entstand 2005 in den USA und bringt Statements u. a. von Gerard Damiano, Harry Reems, Alan Dershowitz, Norman Mailer, Gore Vidal, Erica Jong, John Waters, Camille Paglia, Ron Wertheim, Hugh Hefner und Larry Flynt.

## Handlung
Auf dem Höhepunkt der damals so bezeichneten sexuellen Revolution kam 1972 ein Low-Budget-Film in die New Yorker Kinos, der bei Produktionskosten von nur 25.000 US-Dollar angeblich 600 Millionen US-Dollar Ertrag brachte: der Pornofilm Deep Throat. Den Autoren des Dokumentarfilms Inside Deep Throat gelang es, alle wichtigen Beteiligten des damaligen Films (außer der inzwischen bei einem Autounfall verstorbenen Hauptdarstellerin Linda Lovelace) sowie zahllose Film- und Fernsehdokumente aus den 1970er Jahren aufzuspüren. Deren Aussagen wurden neben zeitgenössische TV-Berichte gestellt, um die Veränderungen des gesellschaftlichen Klimas gegenüber freizügig dargestellter Sexualität im Vergleich heute/damals zu veranschaulichen. Am Rande wird auch die Finanzierung des Films sowie die Abschöpfung der Gewinne durch die Mafia erwähnt. Der Film verzichtet mit Ausnahme der namensgebenden und den besonderen Fähigkeiten der Hauptdarstellerin geschuldeten Deepthroating-Sequenz auf pornographische Szenen. Er geht ausführlich auf die Änderungen der US-Gesetzgebung ein, die der Film Deep Throat zur Folge hatte und die bis heute gültig sind.

## Kritiken
- Die Frankfurter Allgemeine Zeitung schrieb am 14. Februar 2005: "Larry Parrish, der in den siebziger Jahren zahlreiche Mitwirkende an dem Pornofilm Deep Throat vor Gericht brachte, ist ein Kreuzzügler mit Babyface, der ganz tapfer gesteht, einige Bilder des Films gingen ihm nicht mehr aus dem Kopf, und der ernsthaft glaubt, die Welt wäre ein besserer Ort, hätte es diesen Film nie gegeben. Das klingt 33 Jahre nach dem legendären Porno, der erst Prominenz von Jackie Kennedy bis Truman Capote und dann die Staatsanwaltschaft ins Kino lockte, fast so absurd wie die anatomische Prämisse des Films, dessen Heldin ihre Klitoris tief im Hals, irgendwo hinter den Mandeln, hat. Und dann auch wieder nicht, wenn man bedenkt, dass in einigen amerikanischen Bundesstaaten Oralverkehr unter Eheleuten noch immer eine strafbare Handlung ist. (...) Die Dokumentation ist originell gemacht, sie schneidet zwischen die talking heads immer wieder lustige Ausschnitte aus amerikanischen Aufklärungsfilmen und aus Deep Throat und tritt solide-liberal für freie künstlerische Meinungsäußerung ein. Die feministische Kritik wird nicht vergessen, und alle freuen sich, dass der Watergate-Informant nach dem Film benannt wurde - aber der Film strengt sich nicht sonderlich an, die desaströse Ehe und den traurigen Weg der Linda Lovelace näher zu betrachten oder die trostlose Mechanik der Sexindustrie, die auch bei den Dreharbeiten zu „Deep Throat“ natürlich nicht durch Spaß und Rebellion ersetzt wurde."

- Die Berliner "tageszeitung" (taz) schrieb am 12. Februar 2005: "Wahrscheinlich, so unterstellt es Inside Deep Throat, trug das Thema des klitoralen Orgasmus zum ungeheuren Erfolg des Films bei. Dass dieser Orgasmus an der falschen Stelle entdeckt wurde, rechtfertigte den feministischen Vorwurf an den Film, keineswegs ein emanzipatives Interesse zu verfolgen. Im Gegenteil wurde weiterhin herrschende Ideologie transportiert: Der Frau müsse gut tun, was dem Mann gut tat - der blow job. Gerade in dieser Wendung macht Inside Deep Throat aber klar, dass sich die verhandelte Sache zu jedem Zeitpunkt und an jedem Ort der Debatte als völlig neue, andersartige erweist. So kann sich auch die Protagonistin Linda Lovelace zunächst als erster Pornostar eines Mainstreampublikums feiern lassen, um danach als Opfer aufzutreten, dem bekannte Feministinnen wie Gloria Steinem beispringen müssen. Der Schwachpunkt des Films ist seine Rahmenerzählung vom Aufbruch des Pornofilms in der Unschuld der sexuellen Revolution und seinem Niedergang im reinen Kommerz, der heute die Einspielergebnisse von Hollywood lächerlich erscheinen lässt."

- Im Online-Angebot des NDR konnte man im August 2005 lesen: "Das besondere an Deep Throat: Er machte PornoGucken schick. Lief in ganz normalen Kinos, stand in den Zeitungen. Plötzlich mischte das Thema Sex eine ganze Gesellschaft auf. Der Dokumentarfilm Inside Deep Throat zeichnet nun den Kulturkampf von damals nach. (...) Deep Throat war kein guter Film, aber ein wichtiger. Und der furios montierte und amüsante Dokumentarfilm zeigt, wie aktuell der Streit von damals immer noch oder wieder mal ist."